# Hebella plana
Hebella plana is een hydroïdpoliep uit de familie Hebellidae. De poliep komt uit het geslacht Hebella. Hebella plana werd in 1907 voor het eerst wetenschappelijk beschreven door Ritchie. 